# 대전엑스포기념관

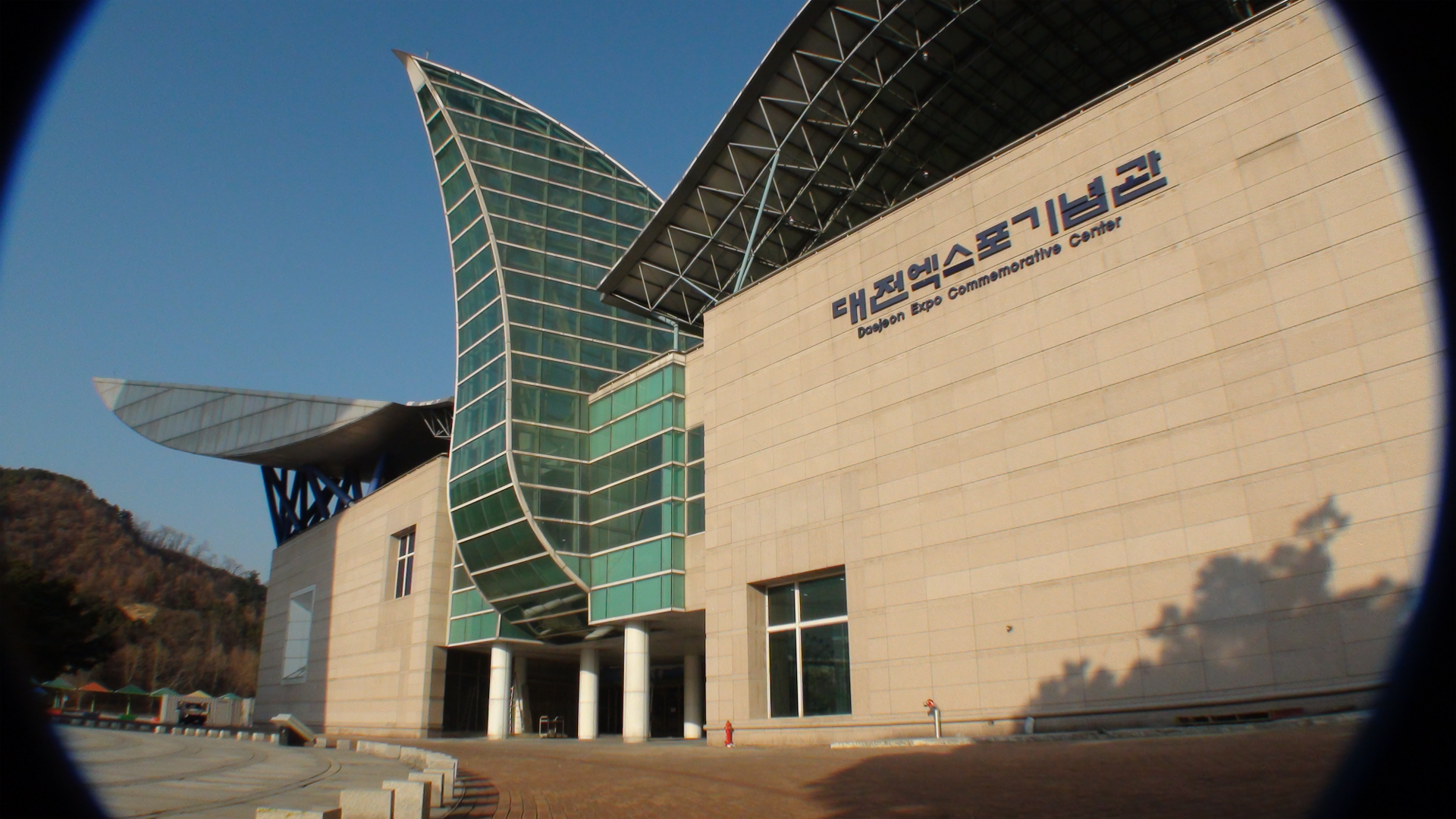
대전엑스포기념관 전경

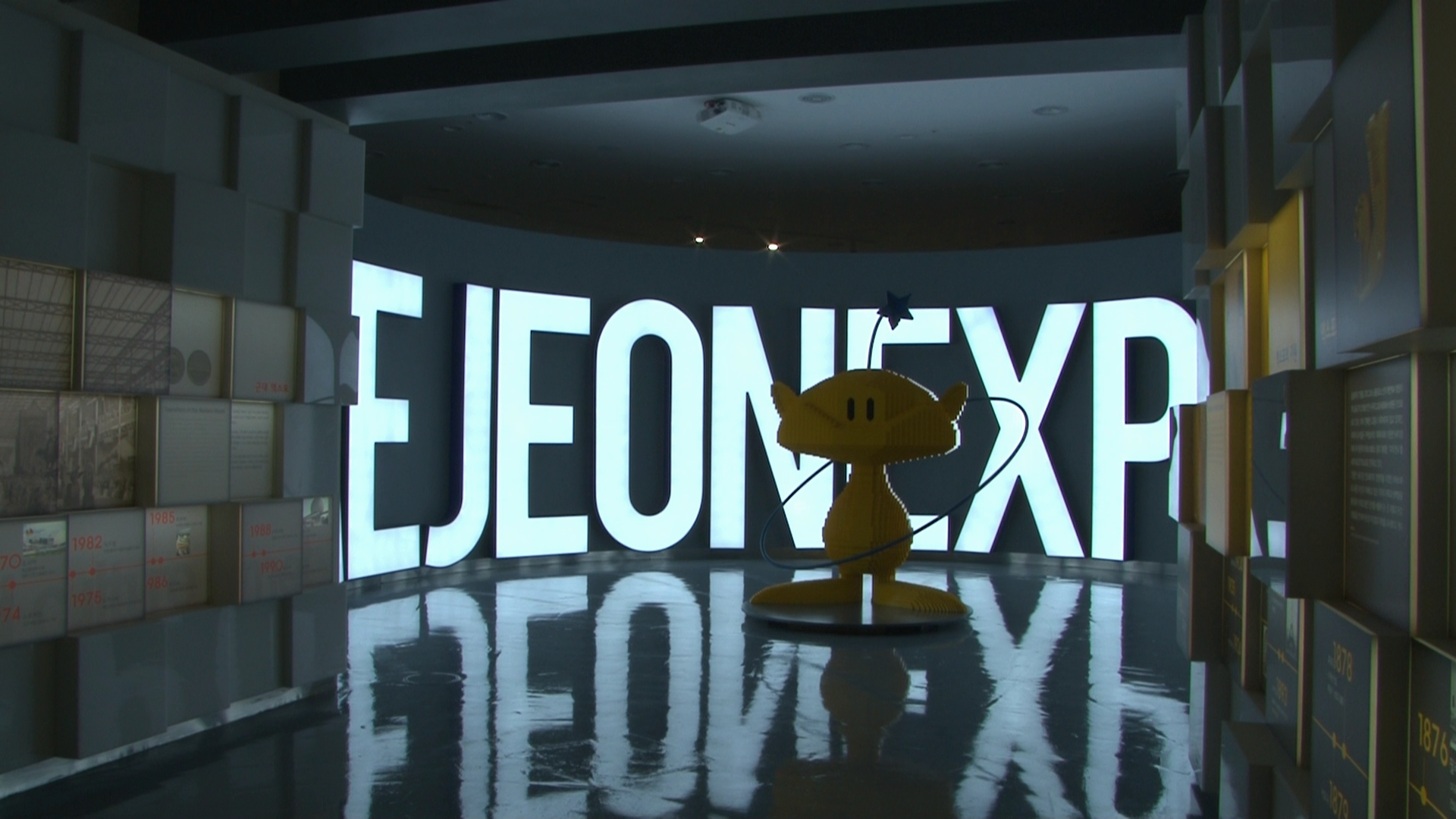
대전엑스포기념관 도입부

대전엑스포기념관은 대전광역시 유성구 대덕대로 480에 위치한 전시관으로, 1993년 개최된 대전세계박람회를 기념하기 위해 설립된 전시관이다.
1993년 대전엑스포 개최 당시에는 '평화우정관'이라는 건물로 쓰여졌는데 당시 유엔, BIE, 세계은행 등의 국제기구들이 참가하였고 매일 엑스포 참가국의 날을 지정하여 해당 국가의 국기를 게양하였고 엑스포 폐막 이후 평화우정관의 자리에 대전엑스포를 기념하는 전시관으로 변경되어 1994년에 개관하였다.
최근에 기존 대전엑스포기념관을 새롭게 리모델링해 2014년 3월 25일 개관식을 갖고, 4월 1일부터 운영 중이다.대전엑스포 공식 주제가 '그날은'영상에도 나왔으며 코리아나 멤버 중 한 명이 이 곳에 출연하였다.
대전엑스포기념관 1층에는 대전엑스포기념관과 통일관이, 2층에는 세계엑스포기념품박물관이 있다.

## 평화우정관
1993년 대전엑스포 개최 당시 현재의 대전엑스포기념관 건물에 만들어진 국제전시관으로 유엔, BIE, 세계은행 등의 국제기구가 참가하였다.
대전엑스포 폐막 이후에는 참가국들이 본국으로 돌아가면서 엑스포공원 사업에 맞춰서 현재의 건물을 유지하여 1994년에 대전엑스포기념관으로 개장하였다.
외관은 평화를 상징하는 비둘기가 날으는 모습을 형상화하였으며 1993년 평화우정관 건물 완공 당시부터 유지한 것으로 현재의 대전엑스포기념관에도 유지하고 있다.

## 대전엑스포기념관 전시관 구성

### 대전엑스포기념관
대전엑스포기념관은 건물 1층에 위치해있으며 엑스포의 기원부터 근대엑스포까지의 이야기, 그리고 대전엑스포'93의 탄생부터 성공에 이르는 과정을 기억의 장, 전환의 장, 환희의 장, 화합의 장 등 5가지 테마로 구성해 전시하고 있다.

### 세계엑스포기념품박물관
대전엑스포기념관 2층에 위치한 세계엑스포기념품박물관은 명지전문대 백성현 교수가 직접 수집한 세계 엑스포 기념품 5,000여 점이 전시되어있다.
1851년 런던박람회부터 2012년 여수엑스포까지 약 160여년 간의 엑스포 기념품을 한 자리에서 관람할 수 있다.
박물관은 15개의 시리즈 테마 컬렉션과 국가관 등으로 구성되어 있다.

### 통일관
대전 통일관은 국민들에게 북한실상을 올바로 알리고, 건전한 통일관을 확산하기 위해 전국 12개 지역에서 운영되고 있는 통일관 중 하나다.
리모델링 전에는 현재 1층 대전엑스포기념관 위치에 통일관이 있었으나, 리모델링을 거치면서 1층에 별도로 마련된 곳으로 전시물을 옮겨 재개장했다.

## 관람안내

### 전시관 관람 시간
- 전시관 운영시간 10시 ~ 17시 30분
- 휴관안내 매주 월요일

### 입장료
- 대전엑스포기념관, 세계엑스포기념품박물관 성인 2,500원 / 청소년 2,000원 / 어린이 1,500원
- 대전 통일관 무료

## 참고자료
- 엑스포과학공원 보관됨 2005-11-24 - 웨이백 머신